# 음력 4월 23일
음력 4월 23일은 음력 4월의 23번째 날이다.

## 사건
- 2006년 - 박근혜 피습 사건: 신촌에서 선거운동을 하던 박근혜 한나라당 대표가 19시 20분경에 피습 당하다.

## 문화
- 1961년 - 천주교 인천교구 설립.

## 탄생
- 1667년 - 조선 숙종의 계비 인현왕후.
- 1950년 - 대한민국의 가수 최백호
- 1982년 - 대한민국의 배우 주지훈
- 1996년 - 대한민국의 가수 배우 이진혁 대한민국 보이그룹 (업텐션)

## 사망
- 192년 - 중화인민공화국 후한의 장군 겸 정치가 동탁.

## 같이 보기
- 음력 360일: 1월 2월 3월 4월 5월 6월 7월 8월 9월 10월 11월 12월
- 전날:4월 22일 다음날:4월 24일 - 전달:3월 23일 다음달:5월 23일
- 양력:4월 23일
- 음력, 윤달